# Макам
Макам — ладово-мелодична модель в професійній музиці арабів, іранців. Споріднений з макомом в таджицькій та узбецькій, а також з мугамом в азербайджанській, або мукамом в уйгурській музиці.
Різні маками, розташовані октавою вище або нижче, є самостійними ступенями з тонікою певної висоти, можуть мати той самий основний тон. Звукоряди макамів — діатонічні 7-ступеневі, що містять у собі інтервали великого і малого півтонів та великого і малого цілих тонів. У теоретичних працях Сафі-ад-Діна (13 століття) класичні 12 макамів входять у складну 84-ладову систему, засновану на поєднанні 7 видів тетрахорду з 12 видами пентахорду.
Кількість макамів у різних музичних культурах неоднакова, наприклад арабську систему становлять 9 родин макамів, а у класичну систему входять 12 макамів. Кожен макам має свою назву відповідно до його характеру 
(наприклад, канева — мелодійний лад, бузург — великий лад), або місцевості (ірак, ісфахан, хіджазі). Маками складають ладову основу широко розвинених в інтонаційно-мелодійному і композиційному відношенні одноголосної вокальних та інструментальних творів, створюваних професійними музикантами.

## Родини макам
- Ajam – Ajam (عجم), Jiharkah (جهاركاه), Shawq Afza (شوق افزا or شوق أفزا), Ajam Ushayran (عجم عشيران)
- Sikah – Bastah Nikar (بسته نكار), Huzam (هزام), ‘Iraq (عراق), Musta‘ar (مستعار), Rahat al-Arwah (راحة الأرواح) (spelled Rahatol Arwah), Sikah (سيكاه), Sikah Baladi (سيكاه بلدي)
- Bayati – Bayatayn (بیاتین), Bayati (بياتي), Bayati Shuri (بياتي شوري), Husayni (حسيني), Nahfat (نهفت), Huseini Ushayran (حسيني عشيران),
- Nahawand – Farahfaza (فرحفزا), Nahawand (نهاوند), Nahawand Murassah (نهاوند مرصّع or نهاوند مرصع), ‘Ushaq Masri (عشاق مصري), Sultani Yakah (سلطاني ياكاه)
- Rast – Mahur (ماهور), Nairuz (نيروز), Rast (راست), Suznak (سوزناك), Yakah (يكاه)
- Hijaz – Hijaz (حجاز), Hijaz Kar (حجاز كار), Shad ‘Araban (شد عربان), Shahnaz (شهناز), Suzidil (سوزدل), Zanjaran (زنجران), Hijazain (حجازين)
- Saba – Saba (صبا), Saba Zamzam (صبا زمزم)
- Kurd – Kurd (كرد), Hijaz Kar Kurd (حجاز كار كرد), Lami (لامي)
- Nawa Athar – Athar Kurd (أثر كرد), Nawa Athar (نوى أثر or نوى اثر), Nikriz (نكريز), Hisar (حصار)